# Fågelfluga
Fågelfluga (Ornithomya avicularia) är en tvåvingeart som först beskrevs av Carl von Linné 1758.  Fågelfluga ingår i släktet Ornithomya och familjen lusflugor. Arten är reproducerande i Sverige, främst i södra och mellersta delen. Likt Älgflugan kan den sätta sig på boskap, människor och husdjur men främst på fåglar. Inga underarter finns listade i Catalogue of Life.

## Bildgalleri

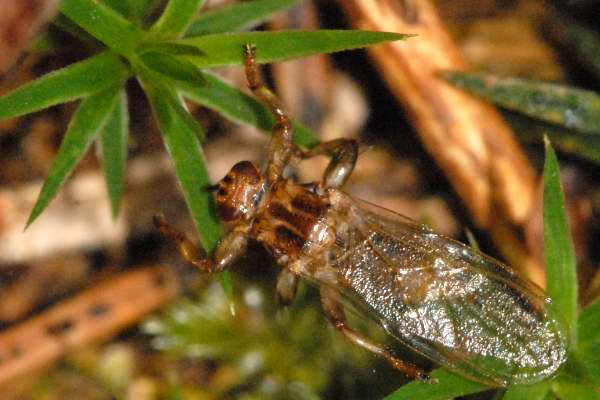
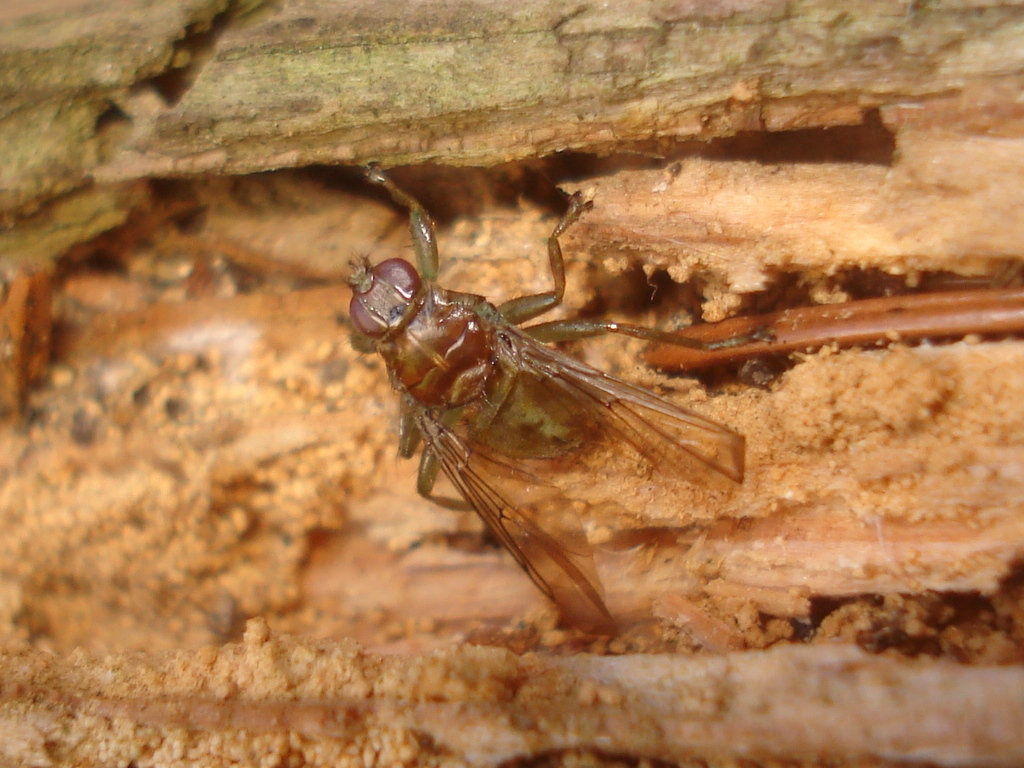